# Lothar Herbert Matthäus
Lothar Herbert Matthäus (Erlangen, 21 de març del 1961) és un exfutbolista alemany, i actual entrenador de futbol. És un dels millors futbolistes alemanys de tots els temps, i està dins la llista FIFA 100, que inclou els millors 100 futbolistes de la història. El 2020 la revista France Football el va escollir com un dels quatre millors migcampistes de tots els temps.
Després de capitanejar la Selecció de futbol d'Alemanya a la victòria a la Copa del Món de futbol de 1990, on va aixecar el trofeu de la Copa Mundial de la FIFA, va ser nomenat Futbolista Europeu de l'any. El 1991 va ser nomenat el primer FIFA World Player i continua sent l'únic alemany que ha rebut el premi.
Matthäus va tenir el rècord d'haver jugat en cinc Copes del Món de Futbol (1982, 1986, 1990, 1994, 1998), més que qualsevol altre jugador de camp del futbol masculí, fins a la Copa del Món 2018, en la qual Rafael Márquez de Mèxic va igualar el seu rècord, i té el rècord de més partits de la Copa del Món jugats per un sol jugador (25 partits). Va ser el capità de la selecció alemanya occidental que va guanyar la Copa del Món de 1990 a Itàlia i també va ser capità de la selecció alemanya a la Copa del Món de 1994 als Estats Units. També va guanyar la Campionat d'Europa de futbol 1980, i va jugar a les de 1984, 1988 i 2000. El 1999, amb 38 anys, va ser novament elegit Futbolista alemany de l'any, després d'haver guanyat el premi el 1990.

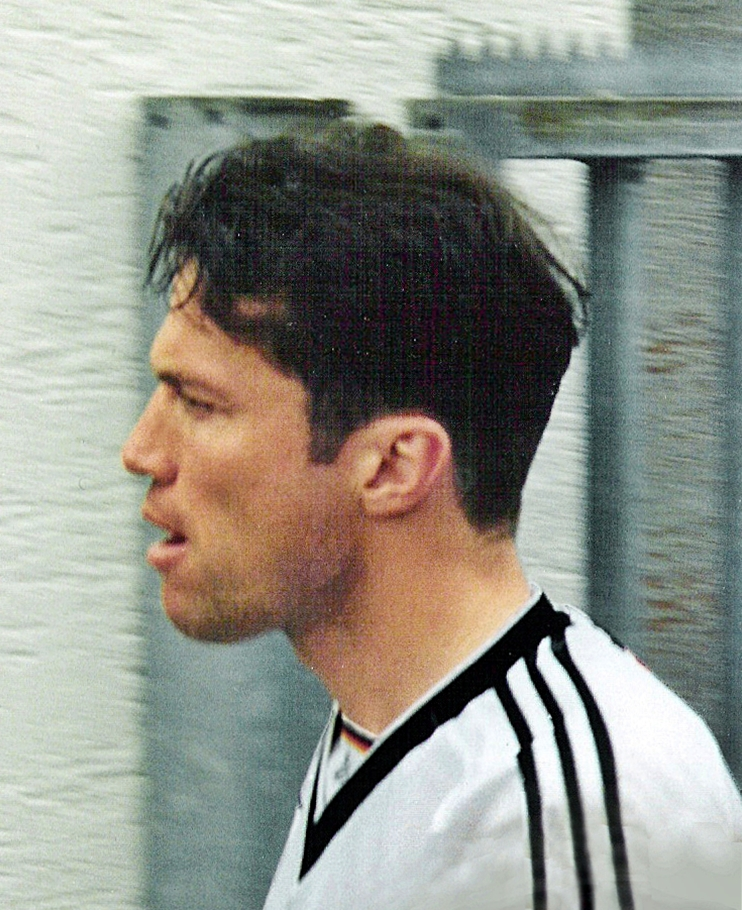
Lothar Matthäus amb la samarreta d'Alemanya